# Nemoria vermiculata
Nemoria vermiculata là một loài bướm đêm trong họ Geometridae.